# Mopsea triacnema
Mopsea triacnema är en korallart som beskrevs av Philip Alderslade 1998. Mopsea triacnema ingår i släktet Mopsea och familjen Isididae. Inga underarter finns listade i Catalogue of Life.